# نوبل جونز
نوبل جونز (بالإنجليزية: Noble Jones)‏ هو سياسي أمريكي، ولد في 1702، وتوفي في 2 نوفمبر 1775.